# Мартинес, Бобби
Бобби Мартинес (англ. Bobby Martinez, род. 21 августа 1961, Майами, США) — американский саксофонист кубинского происхождения, участник многих джазовых фестивалей.

## Биография
Бобби Мартинес родился 21 августа 1961 года в Майами в семье кубинских эмигрантов. В семь лет он начал занятия с мастером традиционной кубинской музыки скрипачом и саксофонистом Роландо Луисом. Первое сольное выступление Бобби состоялось в возрасте 7 лет в актовом зале Milander Hialeah во Флориде. Позднее Мартинес стал солистом джазового оркестра при колледже Hialeah. В 11 лет он с семьей переехал в Венесуэлу, где вошёл в состав группы Los Kings. По возвращении в Майами музыкант продолжил обучение музыке в Майами-Дейд-колледже, где его педагогом стал Джон Джорджини. Именно Джорджини доверил ему роль первого тенор-саксофониста в биг-бэнде при колледже. В составе этого престижного оркестра Мартинес выступал на самых значимых джазовых фестивалях: в Монтрё, в Новом Орлеане, на фестивале North Sea и многих других.
В конце 1970-х Бобби Мартинес переехал в Нью-Йорк, где стал брать уроки игры на саксофоне у известного саксофониста и кларнетиста Эдди Дэниелса. Вернувшись в Майами в начале 1980-х, Мартинес создал несколько команд, с которыми активно гастролировал, группы Adam’s Apple и Secret Society обрели широкую популярность.
В 1984 году Мартинес создал фьюжн-группу Paragon, звукозаписывающая компания Atlantic Jazz заинтересовалась этим проектом, и вскоре вышел альбом The Wave. В 1986 году Вилли Чирино предложил Бобби присоединиться к его группе, которой требовался мастер кубинской музыки. 6 ноября 2003 года состоялась презентация новой группы Бобби Мартинеса «Latin Elation», которая прошла в Мадридском клубе Shaman. В состав ансамбля вошли такие музыканты, как трубач Инойдель Гонсалес Торрес, пианист Пепе Риверо, а также контрабасист Тоно Мюгель и барабанщик Джовес Пико.
Мартинес много раз приезжал в Россию, принимал участие в различных фестивалях («Афро-Куба Джаз» в Новосибирске, 2010; «GGJ» в Краснодаре, 2012). Помимо этого он продвигает многих талантливых музыкантов, в частности, способствовал участию краснодарского биг-бэнда имени Георгия Гараняна в Мадридском джазовом фестивале.

## Дискография
- Playing Salsa — Bop (Nelson, 1993);
- Romantic O (SB Records, 1996);
- Salsa Jazz (Max Music & Entertainment, 1998);
- Jazz Romantica (Max Music & Entertainment, 1999);
- Latin Elation (Museek Flazz, 2005);
- Two Way St. (Museek Flazz, 2006).